# クールミントガム
クールミントガム（パッケージ表記はCOOL MINT）は、1960年6月にロッテが発売したガムで、キャッチコピーは「お口の中に風が吹く」。2014年現在はオープン価格（1パック9枚入り、消費税抜き94円前後）。3パックセットになったクールミントガム3P、5パック入りの同5Pも発売されている。
本項では派生製品についても解説する。

## 概要
1956年にロッテが南極観測隊にビタミンCを配合した栄養ガムを提供したことを背景にして生まれた。南極の澄んだ空気の爽やかさや氷山の冷たさといったイメージを爽やかなペパーミントで表現している。
ガムの味は時代にあわせて変更が繰り返されており、2014年のリニューアルでは、天然メントールのみを使用し、より冷涼感を感じられる中身に変更、併せてシュガーレスタイプになった。2006年には1980年代当時のパッケージと味を再現した「- クラシックタイプ」が発売されたこともある。2006年時点のものと比べメントールが抑え目になっていた。

## パッケージ
青にペンギンと三日月をあしらったパッケージは、姉妹品のグリーンガム同様、何度かデザインの変更が行われている。
1993年から使われた“COOL MINT”のロゴを大きくしたデザインは佐藤卓によるもので、変更当時には西新宿にあるロッテ本社ビルがグリーンガムと本商品のデザインでラッピングされたこともあった。なおパッケージ側面に描かれた5匹のペンギンのうち右から2匹目だけが左手を挙げており、かつて一緒に描かれていた鯨への感謝の念を表しているという。
2014年のリニューアルではツートーンカラーを採用。発売開始以来継続されてきた“C”を三日月で表し、2つの“O”をつなげたロゴは、同一の書体で“COOL”と“MINT”を2つのパッケージ面で表示する形に改められた。また通常品に混じって、ペンギンの絵柄が異なるパッケージも用意されている。

## 関連商品

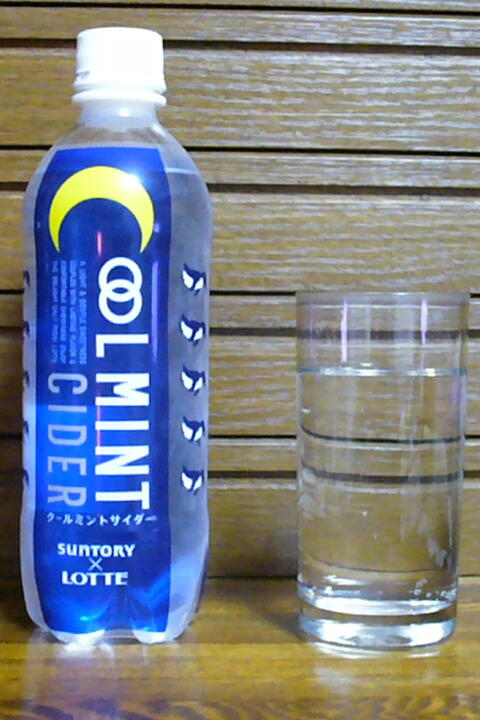
クールミントサイダー

2007年9月11日にはサントリーから同社と共同開発した炭酸飲料、「クールミントサイダー」が発売された。この製品は、ガムを噛んでいる時のように「リフレッシュ」でき、炭酸飲料を飲んでいるときのように「のどをうるおす」といった目的で開発された。値段は1本490mlで140円で全国のスーパーマーケット、コンビニエンスストアで販売されていた。ペットボトルのデザインには、クールミントガムと同じペンギンと三日月がデザインされている。何本かに1つ大きなペンギンがデザインされている。
2017年5月には、ライオンから同社とコラボレーションし、清涼感を香りで表現し、パッケージデザインにペンギンや氷山をあしらった台所用洗剤、「CHARMY Magica 除菌+ クールミントの香り」を数量限定で発売した。